# His Sister's Keeper
His Sister's Keeper es el sexto episodio de la primera temporada de la serie de televisión estadounidense de ciencia ficción y drama Los 100. El episodio fue escrito por Bruce Miller y dirigido por Milan Cheylov. Fue estrenado el 23 de abril de 2014 en Estados Unidos por la cadena The CW.
Raven nota la conexión que existe entre Clarke y su novio.[cita requerida] Bellamy lidera un grupo de rescate para encontrar a Octavia y en el camino se encuentran siendo acechados por los terrícolas. El grupo de Bellamy sufre algunas bajas pero los terrícolas retroceden repentinamente. Mientras tanto, Octavia descubre que su captor está ayudándola. Finalmente, Bellamy, Jasper y Finn acuden al rescate de Octavia pero Finn es herido de gravedad por el terrícola. Por otra parte, en un flashback se revela lo que llevó a Bellamy a atentar contra la vida de Jaha.

## Elenco
- Eliza Taylor como Clarke Griffin.
- Paige Turco como la concejal Abigail Griffin.
- Thomas McDonell como Finn Collins.
- Marie Avgeropoulos como Octavia Blake.
- Bob Morley como Bellamy Blake.
- Christopher Larkin como Monty Green.
- Devon Bostick como Jasper.
- Isaiah Washington como el canciller Thelonious Jaha.
- Henry Ian Cusick como el concejal Marcus Kane.

## Recepción
En Estados Unidos, His Sister's Keeper fue visto por 1.97 millones de espectadores, recibiendo 0.6 millones de espectadores entre los 18 y 49 años, de acuerdo con Nielsen Media Research.